# Sanyu
Sanyu (常玉), dont le nom est parfois transcrit Zhang Yu ou Chang Yu, est un peintre et dessinateur chinois né le 14 octobre 1907 à Nanchong (Sichuan) et mort le 12 août 1966 à Paris 14e.
Il s'installe à Montparnasse dans les années 1920. Il fait des études en France et devient l'ami d'Henri Matisse. Principalement actif à Paris, il est inhumé au cimetière de Pantin (Seine-Saint-Denis), dans la 92e division.

## Biographie
Sanyu (ou Chang Yu) est né le 14 octobre 1907 à Nanchong, dans la province chinoise du Sichuan. Sa famille possède l'une des plus grandes fabriques de soieries du Sichuan, dirigée par son frère Chang Junmin, de 37 ans son aîné. Celui-ci, reconnaissant son intérêt pour l'art, l'encourage et la richesse de la famille lui permet de s'y consacrer entièrement. Il étudie à la maison, notamment la calligraphie avec Zhao Xi (1877–1938) et la peinture avec son propre père. Il étudie ensuite à l'université à Shanghai.
En 1919, il se rend au Japon, puis, l'année suivante en France. Contrairement à la plupart des peintres chinois contemporains, il décide de s'y établir. Il habite d'abord Paris, puis déménage à Malakoff avec son épouse. Après son divorce, il revient à Paris, dans le 14e arrondissement. En 1943, il s'installe rue de la Sablière où il résidera jusqu'à sa mort.
En 1966, Sanyu meurt asphyxié par une fuite de gaz dans son atelier parisien. L’artiste ne reçoit aucun hommage de la part de la critique. Ses œuvres sont vendues  aux enchères publiques à l’Hôtel Drouot, sans liste, ni catalogue.
En 2004, lors d'une exposition au musée Guimet intitulée L'écriture du corps, le catalogue d'exposition rappelait que Sanyu est un :

« peintre chinois connu pour avoir porté la tradition picturale de son pays au seuil de la modernité. Arrivé à vingt ans dans le Paris de l'après-guerre, Sanyu fait partie des premiers jeunes artistes chinois à bénéficier d'un programme d'études en France. Plutôt que de s'inscrire à l'École nationale supérieure des beaux-arts, il préfère l'environnement moins traditionnel de l'Académie de la Grande Chaumière. Sa préoccupation majeure est l'étude du nu et il va réaliser un grand nombre d'esquisses, cernant avec talent et rapidité ses modèles. […] C'est à partir de 1929 que Sanyu commence réellement à peindre des nus sur toile, qui sont exposées dans les deux salles suivantes. La période 30-40 fut la plus féconde : affranchi de tout souci matériel, Sanyu peint avec un nouvel enthousiasme. Ses œuvres sont à la fois figuratives, paisibles et harmonieuses. À la fin des années quarante, ses créations se teintent d'un modernisme inattendu : ses nus deviennent à la fois graphiques et plus monumentaux. Ses lignes gagnent en puissance. À la fin de sa vie, il exécute de grandes compositions représentant de vastes paysages, étranges et sauvages […] »